# Minka Kelly

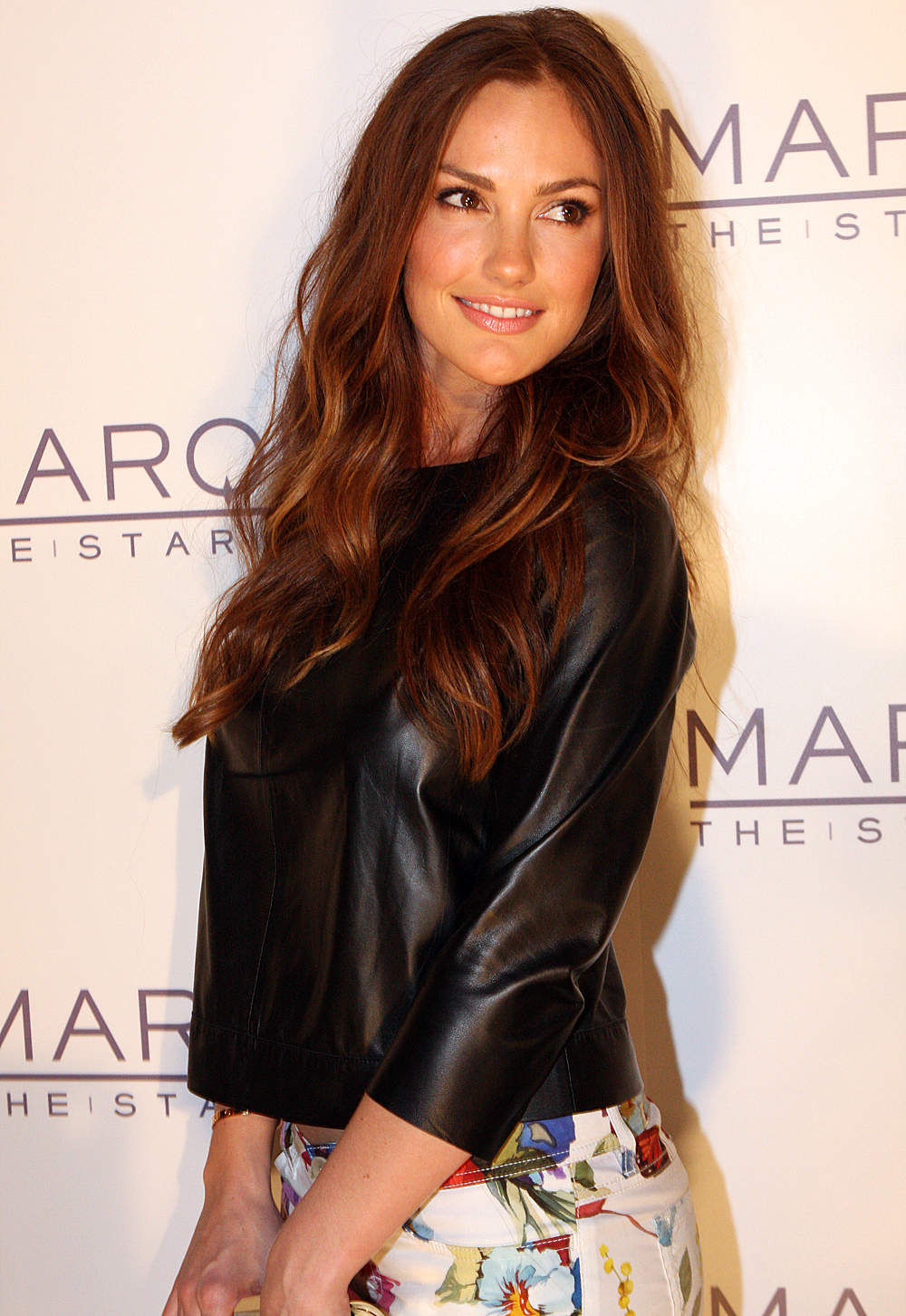
Minka Kelly (2012)

Minka Kelly (ur. jako Minka Dumont Dufay 24 czerwca 1980 w Los Angeles) – amerykańska aktorka, która wystąpiła m.in. w serialu Almost Human.

## Filmografia

### Filmy
| Rok  | Tytuł                   | Rola               | Uwagi |
| ---- | ----------------------- | ------------------ | ----- |
| 2005 | Devil’s Highway         | River              |       |
| 2006 | The Pumpkin Karver      | Tammy Boyles       |       |
| 2006 | State’s Evidence        | trzecia dziewczyna |       |
| 2007 | Królestwo               | Miss Ross          |       |
| 2009 | 500 dni miłości         | Autumn             |       |
| 2011 | Współlokatorka          | Sara Matthews      |       |
| 2011 | Żona na niby            | Joanna Damon       |       |
| 2011 | Searching for Sonny     | Eden Mercer        |       |
| 2013 | Kamerdyner              | Jackie Kennedy     |       |
| 2014 | The World Made Straight | Dena               |       |
| 2015 | Papa: Hemingway in Cuba | Debbie Hunt        |       |
| 2015 | Away and Back           | Ginny              |       |
| 2018 | Nomis                   | Angie              |       |
| 2020 | She’s in Portland       | Sarah              |       |
| 2021 | Lansky                  | Maureen Duffy      |       |

### Seriale
| Rok       | Tytuł               | Rola                | Uwagi             |
| --------- | ------------------- | ------------------- | ----------------- |
| 2004      | Cracking Up         | Monica              | 1 odc.            |
| 2004      | Drake i Josh        | Stacey              | 1 odc.            |
| 2005      | American Dreams     | Bonnie              | 1 odc.            |
| 2005      | Siostrzyczki        | Ricki               | 3 odc.            |
| 2006–2009 | Friday Night Lights | Lyla Garrity        | gł. rola; 50 odc. |
| 2010–2011 | Parenthood          | Gaby                | 9 odc.            |
| 2011      | Aniołki Charliego   | Eve French          | gł. rola; 8 odc.  |
| 2013–2014 | Almost Human        | Valerie Stahl       | gł. rola; 13 odc. |
| 2015      | Man Seeking Woman   | Whitney             | 1 odc.            |
| 2016      | Sekta               | Miranda Frank       | 4 odc.            |
| 2017      | Jane the Virgin     | Abbey Whitman       | 3 odc.            |
| 2017      | Bull                | Kara Clayton        | 1 odc.            |
| 2018–2021 | Titans              | Dawn Granger / Dove | w gł. obsadzie    |
| 2022      | Euforia             | Samantha            | 4 odc.            |

### Gry
| Rok  | Tytuł                 | Rola  | Uwagi |
| ---- | --------------------- | ----- | ----- |
| 2018 | Detroit: Become Human | North |       |